# فرودگاه رودخانه راس
فرودگاه رودخانه راس (به انگلیسی: Ross River Airport) یک فرودگاه همگانی با کد یاتا XRR است که یک باند فرود شن دارد و طول باند آن ۱۵۵۸ متر است. این فرودگاه در کشور کانادا قرار دارد و در ارتفاع ۷۰۵ متری از سطح دریا واقع شده‌است.